# Lagarteira
Lagarteira ist ein Ort und eine ehemalige Gemeinde in Zentralportugal. Lagarteira gehört zum Kreis Ansião im Distrikt Leiria. Die Gemeinde hatte eine Fläche von 7,5 km² und 505 Einwohner (Stand 30. Juni 2011).
Der Ort liegt etwa sechs Kilometer nördlich der Kreisstadt Ansião. Das Gemeindegebiet umfasst zwei Exklaven. Geprägt wird das Dorf überwiegend durch Landwirtschaft und Viehzucht. Ortspatron ist der heilige Dominikus, dessen Fest jährlich zwischen dem letzten Sonntag im Juli und dem ersten Sonntag im August gefeiert wird.
Am 29. September 2013 wurden die Gemeinden Lagarteira und Torre de Vale de Todos in die Gemeinde Ansião eingegliedert.

## Bauwerke
Das Ortsbild wird bestimmt von der Pfarrkirche, davor eine etwa 700 Jahre Esche.